# Achterbos (De Ronde Venen)
Achterbos is een buurtschap in de gemeente De Ronde Venen, in de Nederlandse provincie Utrecht. Achterbos ligt gelijk ten noorden van, en wordt vaak ook als onderdeel gezien van, Vinkeveen, op de zuidwestelijke oever van de Vinkeveense Plassen, ten oosten van het dorpje Waverveen, aan de gelijknamige weg de Achterbos, de De Helling en de Herenweg. Bij de buurtschap liggen vooral legakkers.
Het postcodenummer van Achterbos is 3645, de postcode van Vinkeveen.
Dorpen: Abcoude · Amstelhoek · Baambrugge · De Hoef · Mijdrecht · Vinkeveen · Waverveen · Wilnis

Buurtschappen: Aan de Zuwe · Achterbos · Baambrugse Zuwe · Botshol · Demmerik · Donkereind · Geer · Gemaal · Groenlandsekade · Kromme Mijdrecht · Mennonietenbuurt · Nessersluis · Stokkelaarsbrug · Vinkenkade

Utrecht · Plaatsen in de provincie      Nederland · Provincies · Gemeenten